# Radka Denemarková
Radka Denemarková (* 14. března 1968 Kutná Hora) je česká spisovatelka, literární historička, scenáristka, překladatelka německých děl a dramaturgyně.

## Životopis

### Studium a profesní kariéra
Na Filozofické fakultě Univerzity Karlovy vystudovala germanistiku a bohemistiku, roku 1997 získala na FF UK titul Ph.D. za práci s názvem: Sémiotická problematika dramatizací. Intersémiotický překlad na příkladech českých dramatizací 20. století. Problém intertextuality. V roce 2007 pobývala na tvůrčím stipendiu ve Wiesbadenu, v roce 2008 v Berlíně, v roce 2010 v rakouském Grazu, v roce 2011 na ostrově Usedom (hotel Ahlbecker Hof, součást Ceny německých literárních kritiků), roku 2014 ve slovinském Škocjanu a v roce 2015 v rakouské Kremži (Artist in Residence). Působila jako vědecká pracovnice Ústavu pro českou literaturu Akademie věd ČR, dále jako lektorka a dramaturgyně v pražském Divadle Na zábradlí, externě vyučovala (2009–2014) tvůrčí psaní na Literární akademii Josefa Škvoreckého. 
Od roku 2004 je spisovatelkou na volné noze. Spolupracuje s čínským disidentem a spisovatelem Xi Zhiyuanem (sborník DanDu) a německým filozofem Wolframem Tschiche (politické vzdělávání studentů středních škol v Německu). Každý rok vede dílnu tvůrčího psaní pro děti z dětských domovů v rámci festivalu OUT OF HOME. Je opakovaně hostem literárních festivalů a knižních veletrhů v Německu (Lipsko, Frankfurt nad Mohanem, Berlín, Hamburk, Stuttgart, Bayreuth), USA (New York), Švýcarsku (Curych, Basilej), Rakousku (Vídeň, Linec, Graz), Nizozemí (Rotterdam), Maďarsku, Kanadě, Rusku, Francii, Belgii, Číně, Kolumbii, Mexiku a mnoha dalších zemích. Její texty byly dosud přeloženy do 17 jazyků. V roce 2015 byla hostem 16. ročníku Měsíce autorského čtení. 

### Ocenění
Získala čtyři ceny Magnesia Litera; za prózu (Peníze od Hitlera), publicistiku (Smrt, nebudeš se báti aneb Příběh Petra Lébla) a za překlad (Rozhoupaný dech). Čtvrtou cenu Magnesia Litera získala v roce 2019 za Hodiny z olova –⁠ román byl zvolen knihou roku. Roku 2017 Radka Denemarková obdržela cenu Čestná spisovatelka města Graz (pobyt září 2017 – srpen 2018).
Roku 2022 obdržela Štýrskou literární cenu.
V roce 2024 byla oceněna medailí Za zásluhy o stát v oblasti kultury a umění.

### Rodinné vztahy
Má syna Jana (1995) a dceru Ester (2000). Žije v Praze.

## Literární dílo
Radka Denemarková je autorkou románů, povídek, divadelních her a televizních a filmových scénářů. Pravidelně přispívá do českých a zahraničních periodik.

### Vlastní tvorba (literatura faktu)
- Evald Schorm – Sám sobě nepřítelem, Nadace Divadla Na Zábradlí 1998
- Smrt, nebudeš se báti aneb Příběh Petra Lébla, dokumentární román, Host 2008

### Vlastní tvorba (romány)
- A já pořád kdo to tluče, román, Petrov 2005
- Peníze od Hitlera. Letní mozaika, román, Host 2006
- Kobold. Přebytky něhy. Přebytky lidí, dvojromán, Host 2011
- Příspěvek k dějinám radosti, román, Host 2014, 334 s.
- MY 2. Literární předloha k stejnojmennému celovečernímu filmu. Nakladatelství Mladá fronta 2014
- Hodiny z olova, román, Host 2018, 752 s.[13]
- Čokoládová krev, román, Host 2023, 334 s.

### Vlastní tvorba (povídky)
- Straka v oleji. Tvar 2006/12, 15. 6. 2006, str. 16–18. Knižně: Neviditelné příběhy. Nakladatelství Listen, duben 2007
- S Deborou za zády. Deníkové záznamy z Wiesbadenu, listopad 2007. Ukázka in Salon (Právo, leden 2007)
- Ty, která píšeš. Antologie českých autorů. Ukázka z knihy Peníze od Hitlera. Artes Liberales, 2008
- Mladý muž roku 1989 aneb pomohu revoluci osobním drátkováním parket. V rámci internetového projektu Goethe Institutu Mein 1989. Text vyšel v německém, polském, litevském, lotyšském a slovenském překladu. Listopad 2009
- Peklo jsou ti druzí. Časopis Magnum, 3/2012, str. 175–177
- Nový slabikář. Povídka pro KHER. Str. 5, in Salon (literární a kulturní příloha Práva) 21. 1. 2016

### Vlastní tvorba (divadelní hra)
- Spací vady, knižní vydání stejnojmenné divadelní hry, Akropolis 2012

### Překlady
- Herta Müllerová: Liška lovec, román, Mladá fronta 2019
- Michael Stavarič: Dny ohňů, spálenišť, popela, román, doslov: Dny, o které se popálíš (str. 171–180). Archa Zlín 2016
- Herta Müllerová: Nížiny, román, Mladá fronta 2014
- Michael Stavarič: HDNKLK, esej o Ringstrasse pro vídeňské nakladatelství Metroverlag. Leden 2014
- Herta Müllerová: Slova srdce a slova mysli. Esej. Literární noviny, str. 25-27. 27. 6. 2013
- Herta Müllerová: K ceně Magnesia Litera, kterou Radka Denemarková dostala za překlad rozhoupaného dechu. Program Magnesia litera. Překlad textu, který Herta Müller přednesla na slavnostním večeru udílení cen Magnesia Litera 4. 4. 2012 s ohledem na cenu, kterou dostala Radka Denemarková za překlad jejího románu Rozhoupaný dech
- Pascal Mercier: Lea, Plus 2012
- Verena Rossbacher: Touha po dračí síle, překlad úryvku z románu Verlangen nach Drachen. Literární noviny, 12. 5. 2011, č. 19, str. 17
- Herta Müllerová: Srdce bestie, román, Mladá fronta 2011
- Michael Stavarič: Dítě v Brně (fiktivní literární příspěvek). RozRazil 36, 1/2011, str. 22
- Herta Müllerová: Cestovní pas, novela, Mladá Fronta 2010
- Herta Müllerová: Rozhoupaný dech, román, Mladá Fronta 2010
- Michael Stavarič: Mrtvorozená Eliška Frankensteinová, román, Labyrint 2010
- Katarina Holländer: Opuštěný byt, ve kterém zůstaly sny těch, kteří v něm žili. Překlad textu do katalogu výstavy Kamily Ženaté. Listopad 2009
- Josef Haslinger: Kocovina. Překlad povídky ze souboru Zugvögel. Literární noviny. 16. 3. 2009, str. 10
- Reinhard Kaiser-Mühlecker: Výmoly na dlouhé cestě. Překlad úryvku z románu. Literární noviny. 13. 10. 2008
- Loutkový kabaret Freda Schneckenburgera. Překlad textu pro stejnojmennou výstavu. Národní muzeum, 1999
- Ema Destinnová. Překlad do němčiny. Národní muzeum, 1998

### Antologie v angličtině
Radka Denemarková; Margarethe Makovec; Anton Lederer; Nava Ebrahimi; Olga Flor; Guerrilla der Aufklärung/ Guerilla of Enlightenment, Wien Verlag für moderne Kunst 2020

### Divadelní hry, překlady divadelních her, divadlo, scénáře
- George Tabori: Balada o vídeňském řízku, dramaturgická spolupráce, Divadlo Na zábradlí, režie Jiří Pokorný, česká premiéra 4. 12. 2001
- Elizabeth Hauptmannová, Bertolt Brecht, Kurt Weill: HAPPY END, překlad, úprava (s Jiřím Ornestem), dramaturgie, program, Divadlo Na zábradlí, režie Jiří Ornest, česká premiéra 24. 5. 2002
- Thomas Bernhard: Náměstí hrdinů, jazyková spolupráce, program, dramaturgie, Divadlo Na zábradlí, režie Juraj Nvota, česká premiéra 3. 4. 2003
- Roland Schimmelpfennig: PUSH UP 1-3, překlad, dramaturgie, Divadlo Na zábradlí, režie Jiří Pokorný, česká premiéra 24. 6. a 12. 9. 2003. Liberec, režie Martin Tichý, leden 2008. Divadlo J. K. Tyla. Plzeň, premiéra 20. 9. 2014
- David Greig: Kosmonautův poslední vzkaz ženě, kterou kdysi, v bývalém sovětském svazu, miloval, dramaturgie a program (s Ivanou Slámovou), Divadlo Na zábradlí, režie Juraj Nvota, česká premiéra 18. 12. 2003
- David Gieselmann: Pan Kolpert, překlad, program, dramaturgie, Divadlo Na zábradlí, režie Jiří Pokorný, česká premiéra 22. 5. 2003. Ha-CED Brno, premiéra 14. 9. 2009 Komorní Činohra (Malá scéna Divadla pod Palmovkou), režie Martin Vokoun, premiéra: 21. 11. 2009
- Franz Xaver Kroetz: Rozplynout se v páru, překlad divadelní hry, 2003
- Heinrich von Kleist, István Tasnádi: Veřejný nepřítel, dramaturgie a program, Divadlo Na zábradlí, režie Jakub Krofta, česká premiéra 12. 3. 2004
- Gabriela Preissová: Gazdina roba, dramaturgie (s Ivanou Slámovou) a program, Divadlo Na zábradlí, režie Jiří Pokorný, česká premiéra 16. 5. 2004
- Fritz Kater: (V)čas milovat (v)čas umírat, překlad a program, Divadlo Na zábradlí, režie Jiří Pokorný, česká premiéra 4. 11. 2004
- David Radok, Josef Kroutvor: Popis jednoho zápasu. Na motivy života a díla Franze Kafky, spolupráce na scénáři a dramaturgie, Divadlo Na zábradlí, režie David Radok, česká premiéra 12. 3. 2005
- Peřiny ve vaně. Dialogy Radky Denemarkové. Tvar 2007/3, str. 16–17
- Kabaret Bertolta Brechta, průvodní scénář, Divadlo Inspirace, 18. 6. 2008
- Trápení epizodních postav aneb když o něco jde, slova dojdou, divadelní aktovka, Host 2/2009, str. 17–21
- Roland schimmelpfennig: Říše zvířat, překlad, Švandovo divadlo (scénické čtení), režie Martina Schlegelová. 7. 11. 2008
- Fritz Kater: A tančit!, překlad, Divadlo Na zábradlí, režie: Jo-Anna Hamann j. h, česká premiéra: 19. 12. 2009
- Bejval svět jako květ? Aneb als wir jung waren, trank die ganze welt, libreto, Divadlo Inspirace, Režie: Jo-Anna Hamann (Berlín), 2009
- Odchody jinam nebývají definitivní, scénické pásmo k výročí úmrtí divadelního režiséra Petra Lébla v rámci festivalu NEXT WAVE, Divadlo Na zábradlí, říjen 2009
- Hamlet 2009, divadelní aktovka, Rozrazil č. 28/2009, str. 58–59
- Spací vady, divadelní hra, světová premiéra, Divadlo Na zábradlí, Praha, 18. 10. 2010
- Peníze od Hitlera, dramatizace stejnojmenného románu, Švandovo divadlo na Smíchově, premiéra 9. 1. 2010
- Den a noc a noc a den, text, Divadlo PONEC, Praha, premiéra 9. 5. 2016

Jako scenáristka se Radka Denemarková spolupodílela na vzniku televizních dokumentů o význačných osobnostech české kulturní scény (Evald Schorm, Alfréd Radok, Emil František Burian, Jindřich Honzl, František Tröster, Bohuslav Reynek, Jiří Voskovec, Jan Werich, Jaroslav Ježek)

### Publicistika (recenze, eseje, studie, články)
Radka Denemarková přispívá pravidelně do českých a německých periodik jako jsou např. Souvislosti, Tvar, Česká literatura, Hospodářské noviny, Lidové noviny, Respekt, Die Welt.
- „Mně se daří podle možností přiměřeně, jak dál?“. Esej do česko-německého sborníku Jako by se to všechno stalo včera: Pocta obětem a přeživším nacistické perzekuce s esejem Radky Denemarkové a portréty Karla Cudlína. / Als wäre das alles gestern geschehen: Eine Hommage an die Opfer und Überlebenden des NS-Regimes mit einem Essay von Radka Denemarková und Porträts von Karel Cudlín. Praha: Česko-německý fond budoucnosti 2021, str. 10–55, 104–165. ISBN 978-80-908291-1-4
- Evropská mozaika. Zkrácená podoba esejistického textu Radky Denemarkové psaného a publikovaného v čínském sborníku DanDu, řízeného spisovatelem Xu Zhiyuanem. Český rozhlas Vltava. Vysíláno 28. 10. 2017 v rámci Víkendové přílohy Stanice Vltava.
- Říká se tomu život. Esej v autorské interpretaci. Režijní spolupráce Milena M. Marešová. Český rozhlas Vltava. Vysíláno 5. 10. 2017.
- Aby slova nepodváděla (Radka Denemarková on translating Herta Müller). Esejistický text do anglického literárního časopisu ASYMPTOTE o překladech knih Herty Müller. Červen 2014.
- Mužské hry v Košilíce. Esejistický text do rakouské antologie Das Hemd 1863–1914–2014. Graz 2014. ISBN 978-3-7011-7923-7
- Nenápadná minidramata. Kolik „já“ mělo její já? Za Agnešou Kalinovou. Nekrolog a rozhlasová hra. Listy (dvouměsíčník pro kulturu a dialog), č.5/2014, str. 92–99. Říjen 2014.
- Shakespeare hat Recht: Boehmen liegt am Meer. Esej pro slavnostní zahájení festivalu u bodamského jezera, friedrichshafen (Německo), 2015.
- Milena Honzíková: DOPIS ZMIZELÉMU. Studie o autorce Ohlédnutí za Milenou Honzíkovou, str. 104–159, kalendárium a soupis díla. Torst, Praha 2003. ISBN 80-7215-186-X
- DanDu. Evropská mozaika. Esejistický text v čínštině o tom, jak svět lidská práva směnil za ekonomický pragmatismus. Text vyšel po měsících bojů nakonec v necenzurované podobě v čínském sborníku DanDu, číslo 12/2016, str. 3–33.
- Jak chutná svoboda v zemi, která musela rehabilitovat Franze Kafku. Esej. Tvar, č. 14/2016, str. 16.
- Minulost v nás. Esej. Babylon č. 3–4, XXV (str. 15), 2016.
- Nie manipulierbar / vždy nemanipulovatelní. Esej o Kulturdrogerie. In: Čaká nás nová Európa? Katalog Mezinárodního výstavního projektu Newrope. ISBN 978-80-85746-70-9. 2016.
- Wenzel von Boehmen – Heiliger und Herrscher. Kníže Václav – světec a panovník. Lektorát. Christian Brandstätter Verlag. Wien, 2009. ISBN 978-3850333696
- Načapat totalitu na švestkách. Cesta k nezatížené budoucnosti. (Die Diktatur auf frischer Tat ertappen. Der Weg in eine unbelastete Zukunft). Předneseno v Litoměřicích na výroční konferenci ČESKO–NĚMECKÉHO DISKUSNÍHO FÓRA. Die Jahreskonferenz des Deutsch-Tschechischen Gespraechsforums in Litoměřice/Leitmeritz): Česko-německé sousedství: Kultura vzpomínání pro budoucnost. Německý překlad textu otištěn v bulletinu Česko-německého fondu budoucnosti. Duben 2015. Vydáno v srpnu 2015.
- Divadlo v současném myšlení. Recenze stejnojmenné knihy Ireny Slawinské. Česká literatura, č. 2, str. 231–236. 2003.
- Žádná podobnost není náhodná. O vztahu skutečnosti a literárního textu. A2, kulturní čtrnáctideník. 4. 2. 2009, r. V, str. 18–23.
- Když se lidé svazují. Sloupek, Hospodářské noviny, 4.–6. 9. 2009, str. 11.
- Právo na svobodný život mají otcové, matky a děti už ne. Článek k problematice dětí z rozvedených rodin. Mladá fronta Dnes. 12. 10. 2009.
- Das seelenlose Land. Radka Denemarková ueber die last des Verdraengens in der tschechischen Republik. Teil V der Osteuropa – Serie. Essay. Die Welt, 13. 2. 2010, S. 35.
- Říkat co je pravda, a nejen jaká je skutečnost. Esej. Respekt 5. 4. 2010.
- Vzpomínka na Violu Fischerovou. Deník Referendum, 6. 11. 2010.
- Spisovatel není lékař, je bolest. Salon, kulturní a literární příloha Práva. Deník z knižního veletrhu ve Frankfurtu nad Mohanem. 6. 10. 2010.
- Evropa je tu, nehýbe se. Ke dnům Panevropské unie v Andechsu. Právo (Salon), 27. 10. 2011, str. 6.
- Dlouhý stín Thomase Manna. Recenze knihy Marcela Reicha-Ranického Mannovi – Thomas Mann a jeho rodina. Hospodářské noviny, 15.–17. 7. 2011, str. 11, č. 137.
- Born to be wild. Neue Zürcher Zeitung. Esej o rockové hudbě. 12. 3. 2012, str. 51.
- Müllerová cítí vítr i v bezvětří. Esej. Hospodářské noviny. 6. 4. 2012, str. 13.
- Aha, tak z toho si nic nedělejte. O spisovatelkách Hertě Müller a Olze Tokarczuk. Právo (Salon). 19. 4. 2012, str. 7.
- Neslyšný rytmus. Sloupek. Respekt, 17.–30. 9. 2012, r. XXIII., 38/39, str. 59.
- Tolik mužů, co hledají ženu. Esej o Bruselu. Literární noviny, 20. 9. 2012, r. XIII, str. 17–18.
- Jsem člověk, která píše. Sloupek. Respekt, 15.–22. 10. 2012, r. XXIII., str. 61.
- Testosteron po česku. Sloupek. Hospodářské noviny. 19.–21. 10. 2012, str. 11.
- Já jsem moje knihy. Esej o Číně. Literární noviny. 3. 5. 2013, ročník XXIV. Str. 20–21.
- Ušpiněni životem. Esej o italské renesanci. Přítomnost. Leden 2016.
- Gegen Demoralisierung und Apathie. Der Standard. Rakousko. 18. 11. 2016.
- Europe is here, and it’s not going anywhere (a mosaic). Europe – The Final Count Down or Resurrection Time? Esej o Evropě (česky, anglicky), 11 stran. Pro Heinrich-Böll-Stiftung, European Union. Květen 2012.

### Filmové scénáře
- Radka Denemarková, Tomáš Mašín: PENÍZE OD HITLERA. Dvě verze filmového scénáře podle stejnojmenného románu. 2007
- Radka Denemarková, Slobodanka Radun: SÁM MEZI SVÝMI aneb CHATA. Filmový scénář k celovečernímu hranému filmu. 2009
- Radka Denemarková, Slobodanka Radun: ROK TYGRA. Filmový scénář k celovečernímu hranému filmu. 2010
- Radka Denemarková, Slobodanka Radun: MY 2. Filmový scénář k celovečernímu hranému filmu. 2012–2014

## Ocenění
- 2003 – Nominace na Cenu Alfréda Radoka: za dramaturgický počin, inscenace Náměstí hrdinů Thomase Bernharda)
- 2007 – Cena Magnesia Litera za nejlepší prózu roku (román Peníze od Hitlera)[14]
- 2009 – Nominace na polskou cenu Angelus (román Peníze od Hitlera)[15]
- 2009 – Cena Magnesia Litera za nejlepší knihu v kategorii publicistiky (dokumentární román Smrt, nebudeš se báti aneb Příběh Petra Lébla)
- 2009 – Nominace na Cenu Josefa Škvoreckého (dokumentární román Smrt, nebudeš se báti aneb Příběh Petra Lébla)
- 2011 – Cena Magnesia Litera za nejlepší překlad (Herta Müller: Rouhoupaný dech)
- 2011 – Nominace na Cenu Josefa Škvoreckého (dvojromán Kobold)
- 2011 – Cena německých literárních kritiků Usedomská literární cena (Usedomer Literaturpreis) za román Peníze od Hitlera (Ein herrlicher Flecken Erde), Laudatio: Hellmuth Karasek[16]
- 2012 – Knižní cena Georga Dehia (Georg-Dehio-Buchpreis) (román Peníze od Hitlera)[17]
- 2012 – Nominace na cenu Česká kniha (dvojromán Kobold)
- 2012 – Výroční cena nakladatelství Mladá fronta za překlad knihy Herty Müller Herztier (Srdce bestie)
- 2012 – Nominace na cenu Nejkrásnější kniha (za grafickou úpravu), mezinárodní knižní veletrh Frankfurt nad Mohanem (dvojromán Kobold)
- 2015 – Nominace na Cenu Česká kniha (román Příspěvek k dějinám radosti)
- 2016 – Wald Press Award[18]
- 2017 – Nominace na Mezinárodní literární cenu Kulturhuset Stadsteatern, Švédsko (román Peníze od Hitlera)[19]
- 2017 – Cena Čestný spisovatel města Graz 2017/2018 (Stadtschreiber von Graz), Rakousko[20]
- 2019 – Spycher: literární cena Leuk (Spycher: Literaturpreis Leuk), Švýcarsko (román Příspěvek k dějinám radosti)[21][22]
- 2019 – Cena H. C. Artmanna (H. C. Artmann-Preis) v Salcburku, Rakousko (román Příspěvek k dějinám radosti)[23]
- 2019 – Magnesia Litera Kniha roku za román Hodiny z olova[24]
- 2020 – Časopis A2 zařadil její knihu Peníze od Hitlera do českého literárního kánonu po roce 1989, tedy do výběru nejdůležitějších českých knih v období třiceti let od sametové revoluce.[25]
- 2022 – Literární cena Štýrska (Literaturpreis des Landes Steiermark), Rakousko (román Hodiny z olova)[26]
- 2022 – Cena za literaturu a překlad Brücke Berlin (Brücke Berlin Literatur- und Übersetzungspreis), Německo (román Hodiny z olova)[27]